# Берналда
Берна̀лда (на италиански: Bernalda, на местен диалект Vernàlle, Вернале) е град и община в Южна Италия, провинция Матера, регион Базиликата. Разположен е на 127 m надморска височина. Населението на общината е 12 330 души (към 2012 г.).